# 独断専行
独断専行（どくだんせんこう）とは、単独の判断で事を行うこと。特に、軍事組織においては、受けている命令と現在の状況が矛盾した場合の指揮官の決心（独断）を指す。

## 概略
近代的な軍隊においては命令への服従と共に、現場の指揮官による臨機応変な状況への対応も重要な要素と認識されている。
例えば『艦船職員服務規程』は綱領において、命令への服従を「軍人第二の天性」と位置付け、命令への異議や怠慢は「断じて是を許すべからず」としている。その一方で、命令者の意図を汲み、状況が急変した場合は独断専行で対応することを求め、「独断専行は服従の精神と」両立できるものとしている。
第11代海上幕僚長の中村悌次は独断専行について、前提となる条件が満たされた上でさらに「結果については独断専行を行った指揮官が全責任を負うこと」が必要で、そうでなければ「擅恣（センシ）として厳しく糾弾される定めであった」にもかかわらず、それが守られずに「満州事変以後陸軍の一部では」「私心が差挟まれ或は狭い独善的観念に基づいて」独断専行が行われ、「しかもそれに対して厳格な処分が行われな」かった事で、「独善的専断行為が行われ、軍紀をみだりやがて国を破る大きな原因となった」としている。